# 대한민국의 대마초
한국에서 대마초를 오락용으로 사용하는 것은 불법이다. 2018년 11월, 한국의 마약 단속법이 개정되고 의료용 대마초 사용이 합법화되면서 한국은 동아시아에서 의료용 대마초를 합법화한 최초의 국가가 되었다.
한국에서는 1970년대 이후 대마초 사용이 증가했지만, 필로폰과 같은 합성 마약보다는 덜 인기가 있다. 2015년 마약 범죄로 체포된 11,916명 중 1%만이 대마초 기반 마약이었다.

## 역사

### 고대
기원전 3000년경에 대마 샘플이 남아시아에서 실크로드를 통해 전해진 이후, 대마초는 고대 한국에서 매우 중요한 작물이었다. 한국의 전통 옷감인 삼베는 대마초로 만들어졌다. 또한 삼베 씨앗은 직물로 사용되는 것 외에도 배변을 쉽게 하는 등의 의학적 특성을 가지고 있다고 생각되어 왔다.

### 근현대
1957년 이승만 정부의 마약법에 따라, "인도 마리화나", 즉 대마초는 양귀비, 아편, 코카인과 함께 금지된 마약으로 분류되었다. 이 선택는 오랫동안 마약 금지를 옹호해온 미 재무부 연방 마약국의 해리 앤슬링거 제1사령관에 의해 크게 영향을 받았다. 그러나 아이러니하게도 마약법은 인도에서 재배한 마리화나만을 금지했기 때문에 한국의 음지에서의 대마 재배 시장은 번창할 수 있었다.
1960년대에 한국의 대마초 사용은 미 군부대에서 파생된 히피 문화의 영향으로 급격하게 증가했다. 대마초는 반항심을 상징했으며 당시의 많은 인기 연예인들이 "행복한 연기"로 불리는 대마초를 피우기 시작했다.
이러한 가운데 1976년의 대마초 관리법에 따라 대마초는 어떤 형태로든 금지되었다. 이후 2000년에 대마초 관리법은 마약류 관리법과 통합되었다. 현재까지도 대마초에 대한 전면적인 금지는 변함이 없다.
2018년 1월, 신창현 국회의원이 식품의약품안전처의 승인을 받아 마약류관리법을 개정하고 특정 질환자도 대마초를 사용할 수 있도록 하는 법안을 발의했다.이 개정안을 통해 뇌전증, 에이즈, 암 관련 치료에서 의료용 대마초의 사용이 가능해졌다.
이 개정안은 간질, HIV/AIDS 증상 및 암 관련 치료를 포함한 상태에 대해 칸나비디올, 마리놀 및 사티벡스를 허용할 것이라고 밝혔다.
2018년 11월 23일, 국회는 마약류 관리법 개정안을 통과시켰고 의료용 대마초는 부분적으로 합법화되었다.

## 대마의 이용

### 의료용 대마
의료용 대마초 사용은 대한민국 식품의약품안전처의 승인을 받아 합법적이다. 보건복지부는 2019년부터 수입된 에피디오렉스, 마리놀, 그리고 사티브엑스만 허용하고 있다. 자연 파생물이나 추출물과 같은 식물 자체에 대한 사용은 법적으로는 문제 없지만 아직 식약처로부터 승인되지 않았다.
의료용 대마초를 얻기 위해선 의사의 처방전을 받은 후에 희귀한 약을 쉽게 접할 수 있는 정부 기관인 한국희귀의약품센터에 신청해야 한다. 승인은 사례별로 부여된다.
식약처에 따르면 이 약의 수입은 2019년 초부터 시작되었다.

### 오락용 대마
의료용 대마가 법으로 허용되었음에도 불구하고. 오락용 대마는 여전히 불법이다. 마약류 관리법 위반 시 5년 이하의 징역 또는 5천만 원 이하의 벌금형(2021년 11월 기준)에 처해질 수 있다.
한국 당국은 자국민에게 세계 어디에 있든 자국 형법의 적용을 받는다는 점을 거듭 경고하고 해외에서 대마초 사용을 자제할 것을 권고했다.

### 산업용 대마
대마는 고대부터 이어내려온 한국의 직물 공급원이었고, 1930년대까지만 해도 한국의 모든 지방, 특히 대마가 가장 잘 자랐던 남부 지방에서 재배되었다. 1950년대 후반, 한국에서 9,000 헥타르의 대마가 재배되었다.

## 경제
2014년 코리아 타임즈 기사에 따르면 최대 5년의 징역 또는 최대 5천만원의 벌금(2021년 11월 기준 약 42,500달러)의 위험에도 불구하고, 대마초는 한국에서 딜러에게 연락하여 쉽게 구입할 수 있다. 기사에서 딜러들은 대마초가 그램당 30~50달러에 판매된다고 언급했다.

## 대중문화에서

### 20 세기
1976년 대마초 단속법의 인기를 높이기 위한 희생양을 찾던 박정희 전 대통령은 대마초 사용의 온상인 미군 기지에서 공연하는 대중 연예인들에게 시선을 돌렸다. 1975년 겨울, 박정희 주도의 대마초 사용 단속으로 인해 50명이 넘는 유명한 한국 연예인들이 체포되었다. 그 중에는 록 가수 신중현도 있었는데, 그는 체포된 후 "대마초 주모자"로 불리며 비난받았다. 그는 체포된 후 4개월 동안 투옥되었다.

### 21세기
최근에는 크라운 제이, 싸이, 그리고 빅뱅의 탑과 같은 많은 유명 케이팝 가수들이 대마초를 사용한 혐의로 기소되었다. 마약을 사용하여 기소된 연예인들은 짧게는 25일에서 길게는 길게는 10개월에 이르는 징역형을 받았다.
법적 조치와 함께 마약 관련 범죄를 저지른 연예인들에 대한 사회적 반발 또한 존재한다. 탑이 대마초 소지 및 사용 혐의로 기소된 후, 그의 음반사 YG 엔터테인먼트는 "약국 엔터테인먼트"라는 멸칭으로 불렸다. 또한 마약 관련 스캔들 이후 한국 연예인이 무대에 복귀하는 데 평균 40개월이 걸리는 상황에서, 대마초를 사용한 혐의로 체포된 연예인들은 잃어버린 스타덤을 되찾는 데 어려움을 겪는 경우가 많다.

## 같이 보기
- 한국의 마약 정책
- 마약
- 대한민국 보건복지부
- 대한민국 식품의약품안전처

## 추가 자료
- Strother, Jason (2013년 2월 19일). “Korea's forgotten high times”. Yonhap News. 2016년 12월 8일에 확인함.
- Cho, Byung In (March 2004). 《Drug Control Policy in Korea》. The International Centre for Criminal Law Reform and Criminal Justice Policy.